# Dunum
Dunum ist eine Gemeinde in der Samtgemeinde Esens im Landkreis Wittmund in Niedersachsen. Die Gemeinde hatte 2004 etwa 1150 Einwohner und erstreckt sich auf einer Fläche von 26,83 Quadratkilometern. Die Gemeinde grenzt im Osten an die Stadt Wittmund und im Süden an die Stadtteile Langefeld und Middels der Stadt Aurich.

## Geschichte
Auf dem Gebiet der Gemeinde wurde zudem das Grab der Frau von Brill aus der Bronzezeit entdeckt, das als einer der bedeutendsten Funde dieser Periode in Ostfriesland gilt. Zur Gemeinde gehört auch der Ortsteil Brill mit einer größeren Siedlung aus der römischen Kaiserzeit.
Aus dem Frühmittelalter wurde in Dunum ein großes Gräberfeld mit über 700 Bestattungen gefunden.
In Dunum soll einer Legende zufolge der Friesenkönig Radbod auf dem so genannten Radbodsberg begraben sein.
In der Ortschaft Dunum befindet sich eine Backsteinkirche aus dem 13. Jahrhundert. Die erste urkundliche Erwähnung des Ortes fand im Jahr 1420 statt. Die Anfänge der Reformation im Harlingerland gehen zurück auf die Zeit nach 1525, als Ricardo Hicco in Dunum begann, gemäß einer evangelischen Gottesdienstordnung zu predigen.

## Religion
71,8 % der Einwohner sind evangelisch, 5,7 % katholisch. Die Dunumer Kirche gehört zum Kirchenkreis Harlingerland im Sprengel Ostfriesland-Ems der Evangelisch-lutherischen Landeskirche Hannovers; die Ortschaft Brill ist jedoch der Kirchengemeinde Middels im Kirchenkreis Aurich zugeordnet. Die Katholiken des Ortes zählen zur Pfarrei St. Willehad in Esens, die zum Dekanat Ostfriesland des Bistums Osnabrück gehört. Freikirchliche Christen haben ihre Gemeindezentren in Neuschoo (Evangelisch-methodistische Kirche) und in Esens (Baptisten). Neuapostolische Kirchen finden sich in Neuschoo und Esens. Die Zeugen Jehovas haben einen Königreichssaal in Wittmund.

## Politik

### Gemeinderat
Der Rat der Gemeinde Dunum besteht aus elf Ratsfrauen und Ratsherren. Dies ist die festgelegte Anzahl für die Mitgliedsgemeinde einer Samtgemeinde mit einer Einwohnerzahl zwischen 1001 und 2000 Einwohnern. Die elf Ratsfrauen und Ratsherren werden durch eine Kommunalwahl für jeweils fünf Jahre gewählt. Die aktuelle Amtszeit begann am 1. November 2016 und endet am 31. Oktober 2021.
Die Kommunalwahl vom 12. September 2021 ergab das folgende Ergebnis:
| Partei                                      | Anteilige Stimmen | Anzahl Sitze |
| ------------------------------------------- | ----------------- | ------------ |
| Freie Wählergemeinschaft Dunum/Brill (FWDB) | 91,20 %           | 11           |
| Die Grünen                                  | 8,80 %            | 1            |

Die Wahlbeteiligung bei der Kommunalwahl 2021 lag mit 66,09 % über dem niedersächsischen Durchschnitt von 57,1 %. Zum Vergleich – die Wahlbeteiligung bei der Kommunalwahl 2016 lag mit 60,69 % über dem niedersächsischen Durchschnitt von 55,5 %. Bei der vorherigen Kommunalwahl vom 11. September 2011 lag die Wahlbeteiligung bei 58,55 %.

### Wappen
| | Blasonierung: „Das Wappen der Gemeinde Dunum stellt im Göpelschnitt von Blau, Silber (Weiß) und Rot geteilt und gespalten vorn einen silbernen (weißen) Balken belegt mit zwei roten Herzen, hinten ein blaues Hochkreuz und unten drei silberne (weiße) Ähren dar.“ |
| Wappenbegründung: Das Wappen zeigt vorn die Symbole des 719 verstorbenen letzten Friesen-Königs Radbod, der nach der Sage im Rabelsberg in Dunum schläft, um eines Tages wiederzukommen und alle Friesen zu vereinen; das Kreuz deutet auf die Dunumer Kirche, eine Backsteinkirche aus dem 13. Jahrhundert hin. Die Ähren im Schildfuß versinnbildlichen die Landwirtschaft in Dunum und Umgebung. | |

## Kultur und Sehenswürdigkeiten
Siehe: Liste der Baudenkmale in Dunum